# Abdanan (Verwaltungsbezirk)
Abdanan (persisch شهرستان آبدانان) ist ein Schahrestan in der Provinz Ilam im Iran. Er enthält die Stadt Abdanan, welche die Hauptstadt des Verwaltungsbezirks ist. Die Mehrheit der Bevölkerung besteht aus Kurden.

## Kreise
- Zentral (بخش مرکزی)
- Baghsarab (بخش ‌باغسراب)
- Kalat (بخش کلات)

## Demografie
Bei der Volkszählung 2016 betrug die Einwohnerzahl des Schahrestan 47.851. Die Alphabetisierung lag bei 82 Prozent der Bevölkerung. Knapp 63 Prozent der Bevölkerung lebten in urbanen Regionen.
| Zensusjahr | Einwohnerzahl |
| ---------- | ------------- |
| 2011       | 46.977        |
| 2016       | 47.851        |